# 索迪加蒂奈
索迪加蒂奈（法語：Sceaux-du-Gâtinais，法語發音：[so dy ɡatinɛ]，意为“加蒂奈的索”）是法国卢瓦雷省的一个市镇，属于蒙塔日区。

## 地理
索迪加蒂奈（48°6'19"N, 2°35'48"E）面积31.72 平方千米，位于法国中央-卢瓦尔河谷大区卢瓦雷省，该省份为法国中北部省份，北起埃松省，西北接厄尔-卢瓦省，西南接卢瓦-谢尔省，南至涅夫勒省和谢尔省，东临约讷省，东北接塞纳-马恩省。
与索迪加蒂奈接壤的市镇（或旧市镇、城区）包括：欧克西、加蒂奈地区波尔多、科尔贝耶、库尔唐皮埃尔、博蒙迪加蒂奈、朗东堡、日龙维尔、蒙德勒维尔。
索迪加蒂奈的时区为UTC+01:00、UTC+02:00（夏令时）。

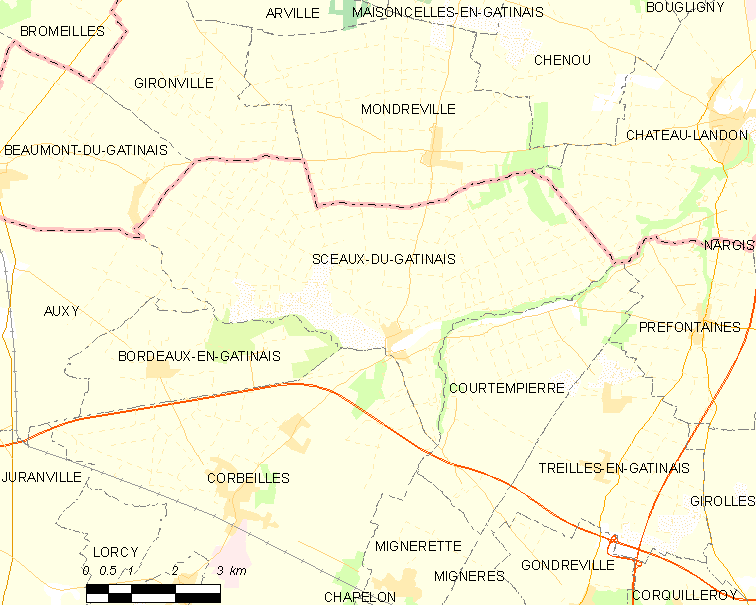
索迪加蒂奈的OSM定位图

## 行政
索迪加蒂奈的邮政编码为45490，INSEE市镇编码为45303。

## 政治
索迪加蒂奈所属的省级选区为库特奈县。

## 人口

1962-2008年间索迪加蒂奈人口变化图示

索迪加蒂奈于2022年1月1日时的人口数量为613人。